# Monegrillo (Ateca)
Monegrillo es un despoblado medieval situado en el actual término municipal de Ateca, en la comarca de la Comunidad de Calatayud y en la provincia de Zaragoza, España. 

## Historia
Se fundó como entidad independiente en el siglo XIII cuando Jaime I el Conquistador otorgó su señorío a su secretario Justo de Ateca en agradecimiento por su ayuda en la conquista de Valencia y desapareció como entidad en el siglo XIV tras haber vendido sus herederos las tierras a los concejos de los municipios de donde había surgido. Su término se dividió entre los municipios que cedieron terreno para su fundación que fueron: Bubierca, Ateca y Moros. 
Se encuentra situado a orillas del río Monegrillo al que dio nombre, cerca del paraje atecano de montenuevo.